# Матышево (пристанционный посёлок)
Матышево — посёлок при станции в Руднянском районе Волгоградской области. Входит в Матышевское сельское поселение. Расположен при железнодорожной станции Матышево Юго-Восточной железной дороги.

## География
Посёлок находится в степной местности, на западе Руднянского района, в пределах Хопёрско-Бузулукской равнины, являющейся южным окончанием Окско-Донской низменности, на высоте около 115 метров над уровнем моря, в 4 км к северу от села Матышева. Посёлок занимает узкий участок, ограниченный с севера железнодорожным полотном, с юга автодорогой Рудня — Елань. Почвы — чернозёмы южные.
Часовой пояс
Матышево, как и вся Волгоградская область, находится в часовой зоне МСК (московское время). Смещение применяемого времени относительно UTC составляет +3:00.

## История
Предположительно основан в конце XIX века при строительстве железнодорожной ветки Тамбов — Камышин Рязано-Уральской железной дороги. Согласно Списку населённых мест Аткарского уезда 1914 года (по сведениям за 1911 год) посёлок при станции Матышевка Рязано-Уральской железной дороги Матышевской волости населяли велико- и малороссы, всего 26 мужчин и 28 женщин
С 1928 года — в составе Матышевского сельсовета Руднянского района Камышинского округа (округ упразднён в 1930 году) Нижне-Волжского края (с 1935 года Сталинградского края, с 1936 года — Сталинградской области, с 1961 года — Волгоградской области)

## Население
| 2010 |
| ---- |
| 134  |

Динамика численности населения
| 1911 | 1987 | 2002 |
| ---- | ---- | ---- |
| 54   | ≈140 | 168  |

## Известные люди
- Глушенкова, Анна Ивановна (1926—2017) — узбекский химик, академик Академии наук Республики Узбекистан